# بوتا
بوتا (به لاتین: Buta) یک شهر در جمهوری دموکراتیک کنگو است که در استان Bas-Uele واقع شده‌است. بوتا ۵۰٬۱۳۰ نفر جمعیت دارد(۲۰۰۹). این شهر در ناحیه شمالی کشور کنگو و لب مرز است.  